# 642097 Kusturica
642097 Kusturica è un asteroide della fascia principale. Scoperto nel 2005, presenta un'orbita caratterizzata da un semiasse maggiore pari a 2,570121 UA e da un'eccentricità di 0,137106, inclinata di 10,238205° rispetto all'eclittica.
È dedicato a Emir Kusturica, noto regista serbo.